# 646 Kastalia
A 646 Kastalia egy a Naprendszer kisbolygói közül, amit August Kopff fedezett fel 1907. szeptember 11-én.